# Joseph Pasquet
Pour les articles homonymes, voir Pasquet (homonymie).
 (février 2017).
Joseph Pasquet, né le 20 mars 1888 à Château-Chinon et mort le 10 octobre 1972 au même lieu, est un écrivain régionaliste français.

## Biographie
Auteurs ou coauteur de quatre ouvrages consacrés au Morvan, Joseph Pasquet est secrétaire de l'Union régionaliste Morvandelle et président du Syndicat de commerce et industrie de la Nièvre. Le 15 juillet 1967, il est un des membres fondateurs de l'association loi de 1901 l'Académie du Morvan à Château-Chinon.

## Publications
- Le Haut-Morvan  (préf. Maurice Genevoix), Nevers, Chassaing, 1955, 169 p.Couverture illustrée par Jacques Thévenet, bois gravé d'Étienne Gaudet, cartes d'Henri Dubresson.
- avec Paul Devaucoux, Historique et guide de Château-Chinon, Mâcon, Montaron, 1965, 42 p.
- En Morvan, R. Montaron, 1967, 231 p.Prix Henri Perruchot 1968[1].
- Le Vieux Château-Chinon, avec sept bois gravés d'Étienne Gaudet